# Neko no Yume
Neko no Yume (猫 の 夢 Neko no Yume?,  Sueño de gato o Sueño de "Neko") es una novela visual de estilo Escolares desarrollada por Jafasoft que cuenta la historia de un joven que busca convertirse en un artista estudiando en una prestigiosa universidad de Japón y de las diversas chicas que conocerá las cuales esconden una historia. El juego utiliza el modelo tradicional de novela visual basado en textos y sprites con una caja de texto al estilo de aventuras que corre sobre el motor de novelas visuales Ren'Py.

## Historia
La historia tiene lugar en la ciudad de Yamato y en la Ficticia Universidad S.T. Fawcett. Konekomaru Takagi es un joven que nació en Japón pero que por motivos laborales de sus padres se radica en Inglaterra, años después este consigue una beca para estudiar en la Universidad más prestigiosa del mundo y viaja a su natal Japón para vivir aventuras y aprender de todas las personas que conocerá pero mientras lo consigue se topará con una ola de misterios los cuales no les encuentra explicación.
El modo de juego de Neko no Yume está basado en elecciones, donde el jugador lee el texto y ocasionalmente toma decisiones que crean instancias de los posibles eventos o diálogos dentro de la historia. Dependiendo de las decisiones tomadas por el jugador, la historia se ramifica en múltiples variantes entre las que se narra la profundización de las relaciones (eventualmente románticas) con una de las 6 chicas protagonistas principales, en otros hilos en los que la historia se desenvuelve bien, mal, neutralmente o incluso con la "muerte" de Konekomaru si no logra tomar las decisiones correctas.

## Personajes

### Principales
Konekomaru Takagi (高木 子猫丸 Takagi Konekomaru?)
Personaje masculino principal, al cual el jugador debe encarnar y manejar a través de la historia. Konekomaru es un joven que nació en Japón pero que por motivos laborales de sus padres se radica en Inglaterra, años después este consigue una beca para estudiar en la Universidad más prestigiosa del mundo. Al principio es un personaje un poco inmaduro y que cree que todo lo tiene bajo control pero en el transcurso de la historia el personaje va conociendo las historias de cada heroína y va creciendo como persona. 
Sanae Takeda (武田 早苗 Takeda Sanae?)
Sanae es la amiga de la infancia de Konekomaru la cual siempre tiene una actitud agresiva o antipática ante las demás personas, es bastante dulce cuando se lo propone pero debido a la torpeza de Konekomaru siempre pierde el interés en ser alguien más agradable para las demás personas. A pesar de su actitud ella no siempre fue así.
Himika Hagimura (萩村 ヒミカ Hagi-mura Himika?)
Himika es una compañera de universidad de Konekomaru, siempre alegre y con excelente actitud. En el transcurso de la historia se muestra como una chica extremadamente interesada en nuestro protagonista lo que la convierte en un prospecto de acosadora. A pesar de todo, este perseguimiento parece tener una razón de ser lo cual inquieta a Konekomaru cada vez que se encuentra con ella.
Christina SweetHearth (クリスティーナSweetHeart Kurisutīna Sweethearth?)
Christina es una niña mimada que Konekomaru conoce en la universidad, esta va siempre acompañada por su grupo de guarda espaldas los cuales propinas golpizas a cualquiera que intente acercarse a ella. La relación de Konekomaru con Christina es un tanto complicada debido a su complejo de superioridad y al jefe de guarda espaldas de Christina quien amenaza a Konekomaru siempre que puede. 
Nienna (沸な Niena?)
Nienna es quizás el personaje más extraño debido a sus cambios de personalidad y su forma tan extraña de comportarse. Siente un amor injustificado por los mangas, sobre todo los de antaño. Se conoce con Konekomaru cuando este entra a su tienda de mangas la cual está prácticamente abandonada y sin un solo cliente.
Tomoe Gyakutai (虐待 巴 Gyakutai Tomoe?)
Tomoe es una chica que siempre luce oprimida y nerviosa. Conoce a Konekomaru luego de estrellarse con él y desde ese momento siente un apego hacia él. Por lo general tomoe frecuenta en las calles, lugar en que siempre tiene sus encuentros con Konekomaru. 
Stella CuteSoul (ステラCuteSoul Sutera CuteSoul?)
Stella es un personaje que aparecerá en la historia cumpliéndose un número de condiciones necesarias, se presume como una ruta paralela a la de una de las demás heroínas.

### Secundarios
Yuuto Kotome (コトメ ゆうと Yū to kotome?)
Yuuto es un amigo de la infancia de Konekomaru caracterizado por el típico chico que le gusta meterse en problemas, éstos en su mayoría generados por su muy inadecuada forma de intentar enamorar a las chicas. En el transcurso de la historia se convierte en un prospecto de lunático obsesionado con el amor lo cual lo convierte en alguien rechazado y que va pasando a un segundo plano. Aún no se conoce el por qué de su actitud tan fuera de contexto y por eso se le trata como alguien con un tornillo suelto. 
Satou Gyakutai (虐待 砂糖 gyakutai Satō?)
Es el hermano de Tomoe, sólo se conoce cuando Koneko habla en repetidas ocasiones con Tomoe. Se sabe que es un chico con una actitud bastante grosera y altanera. 
Mai Miayanaga (み彩奈が 枚 miAyanaga Mai?)
Es la vendedora en una tienda de mascotas, está ligada en cierta forma a Tomoe y ayudará en cuanto se le necesite. 

### Personajes de la versión piloto que desaparecieron en la versión oficial
Los siguientes personajes aparecieron en la versión piloto del juego y luego fueron retirados en la versión oficial lanzada el 21 de junio de 2014 debido al cambio de argumento en la historia del juego. Estos personajes no pertenecen en ninguna forma a la versión oficial, es decir no existen.
Christopher SweetHeart (クリストファーSweetHear Kurisutofā SweetHear?)
Christopher es el hermano de Christina en la versión piloto del juego. Es un chico grocero y altivo que constantemente pelea con su hermana y se cree superior que todos los demás.
Futarou Takeda (武田 不太郎 Takeda Fu Tarō?)
Futarou es primo de Sanae. Es un chico alegre con el pequeño detalle que sus visitas a su prima son sólo para hacerla sufrir y pasar vergüenzas, le gusta probar el nivel de paciencia de su prima Sanae e entrometer a los que la rodean. Konekomaru cae dentro de sus objetivos para molestar lo que convierte a Futarou en un detonador de variadas situaciones divertidas y algunas vergonzosas.
Akari Takeda (武田 あかり Takeda Akari?)
Es la tía de Sanae. Es muy amable y hospitalaria, siempre está sonriente.

## Desarrollo
El desarrollo de Neko no Yume estuvo a manos de Jafasoft un equipo de desarrolladores de Colombia. EL proyecto inició con una versión piloto lanzada en junio de 2013 desarrollada en la plataforma Beta Novelty la cual fue distribuida de forma gratuita a través de su página oficial en Facebook] y que se popularizó en toda Latinoamérica en el transcurso de ese año. Justo cuando el proyecto parecía estar muerto se anunció una secuela del juego que terminó siendo una versión totalmente remasterizada con cambios a gran escala, esta versión oficial fue denominada "Neko no Yume: Más allá de los sueños" y su desarrollo estuvo a manos de un equipo conformado por desarrolladores y artistas de diferentes países de Latinoamérica tales como: Argentina, Chile, Colombia, México, Panamá y  Venezuela.
El arte de los sprites estuvo en manos de Danilo Manjarrés "Demon Blood Pal" y el de los CG's en manos de Erik Schaub "EK9000"

## Banda sonora
La banda sonora estuvo a manos de Marcelo Antopia "CYO STYLE"
El opening de Neko no Yume Se tituló "No Cortes tus Alas" cantado por la cantante Mexicana Cristy Ojeda, compuesto por Lorena Murillo y producido también por Marcelo Antopia "CYO STYLE".
- Datos: Q18590592